# Директори
Директори су српски ои, панк рок, и ска бенд из Београда, који је основан 1989. године.
Чланови бенда су: Небојша Дракула, Срђан Марић, Мирослав Пилиповић, Драган Рашковић, и бивши члан Предраг Тошовић.

## Историја бенда
Бенд је основан 1989. године, прва песма „Мрзим Хајдук“, је објављена 1990. године, а први албум „Чистићете улице“ је издат 1994. године.
Најпознатије песме су: „Иде воз“, „Ко је светски шампион“, „Под шљивама“, „Пролеће“, „Животињска фарма“, и „Пиво“.

### Политичка позадина
Током своје историје, бенд је снимио више социјалних и политичких песама, од којих су најпознатије „Мрзим Хајдук“, у којој певају против председника Хрватске, Фрање Туђмана. Такође током демонстрација 9. марта, 1991. године, поводом хапшења Вука Драшковића, бенд је снимио песму „Бандо црвена“, у којој певају против комунизма и режима Слободана Милошевића, која се касније често изводила на митинзима тадашње опозиције.

## Албуми
| Назив                | Објављено |
| -------------------- | --------- |
| Чистићете улице      | 1994      |
| Лесли се враћа крући | 1994      |
| Ево вам га           | 1999      |
| УА директори!        | 2006      |